# Kaczenica kaczkodajna
Kaczenica kaczkodajna, kaczenica osiadła (Lepas anatifera) – gatunek niewielkiego, pelagicznego skorupiaka z rodziny Lepadidae. Długość jego kapitulum sięga do 50 mm. Największe zarejestrowane okazy, o długości ciała przekraczającej 70 cm, zidentyfikowano u wybrzeży Holandii.

## Występowanie
Jest organizmem kosmopolitycznym, występuje w morzach tropikalnych i subtropikalnych całego świata, gdzie temperatura przekracza 18–20 °C, ale nie jest większa niż 30 °C. Ze względu na zwyczaj utwierdzania się do unoszących się w wodzie obiektów, często trafia wraz z nurtem w regiony oddalone od jej oryginalnego miejsca pochodzenia, do wód zbyt zimnych, aby mógł się rozmnażać. Obecność osobników tego gatunku rejestrowano m.in. w Szkocji, Szetlandach, Islandii i Spitsbergenie.

## Biologia
Lepas anatifera jest hermafrodytą, zaczyna się rozmnażać po osiągnięciu ok. 2,5 cm długości. Występuje zapłodnienie wewnętrzne. Jaja dojrzewają przez tydzień w płaszczu, potem przekształcają się w wolno pływające, planktonowe larwy typu nauplius. Po dalszym rozwoju osadzają się na dryfujących obiektach.